# Demokratyczna Partia Atlantyku
Demokratyczna Partia Atlantyku (port. Partido Democrático do Atlântico, PDA) – portugalska pozaparlamentarna partia polityczna. Jej elektorat jest skoncentrowany głównie na wyspie São Miguel, będącej częścią Azorów. Wielu jej członków wywodzi się z organizacji powstałych jeszcze za czasów dyktatury, przed Rewolucją Goździków z 25 kwietnia 1974. PDA opowiada się za autonomią dla Azorów. Zazwyczaj partia ta uzyskuje ok. 1% głosów. Poparcie dla niej jest niewielkie, nawet na samych wyspach.
Choć postrzegana jako ugrupowanie prawicowe, w ostatnich czasach PDA skierowała się nieznacznie w kierunku lewicy, popierając w wyborach prezydenckich w 2006 i 2011 Manuela Alegre.
W ostatnich wyborach na Azorach, które odbyły się w 2004, PDA otrzymała 284 głosy.